# 江代村
江代村（えしろむら）は、熊本県球磨郡にあった村。

## 歴史
- 1889年4月1日 - 町村制施行により、一村単独村政。
- 1895年11月1日 - 湯山村、岩野村と合併して水上村となり、消滅